# 板屋本通り

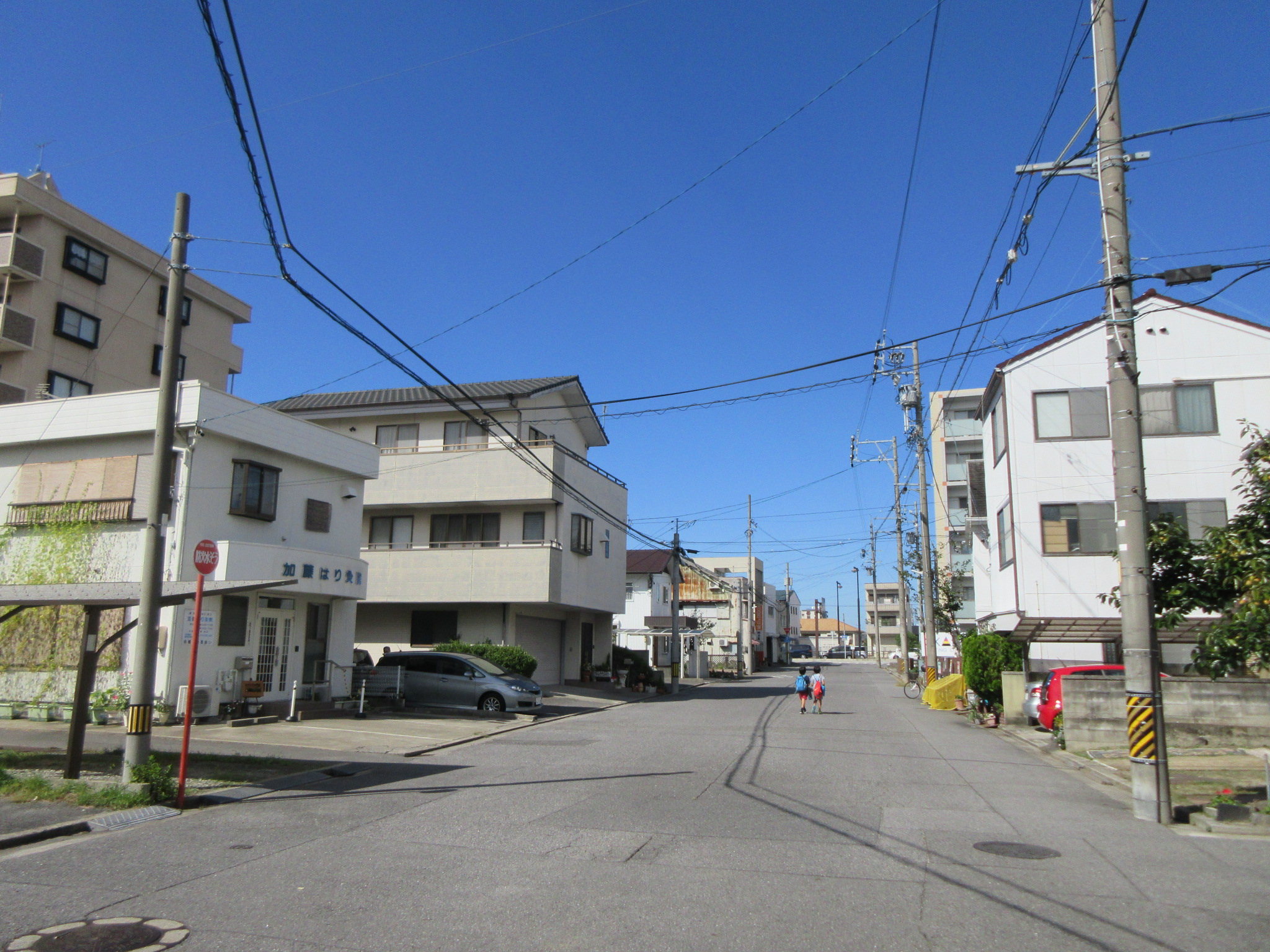
北に進むと国道1号に突き当たる。

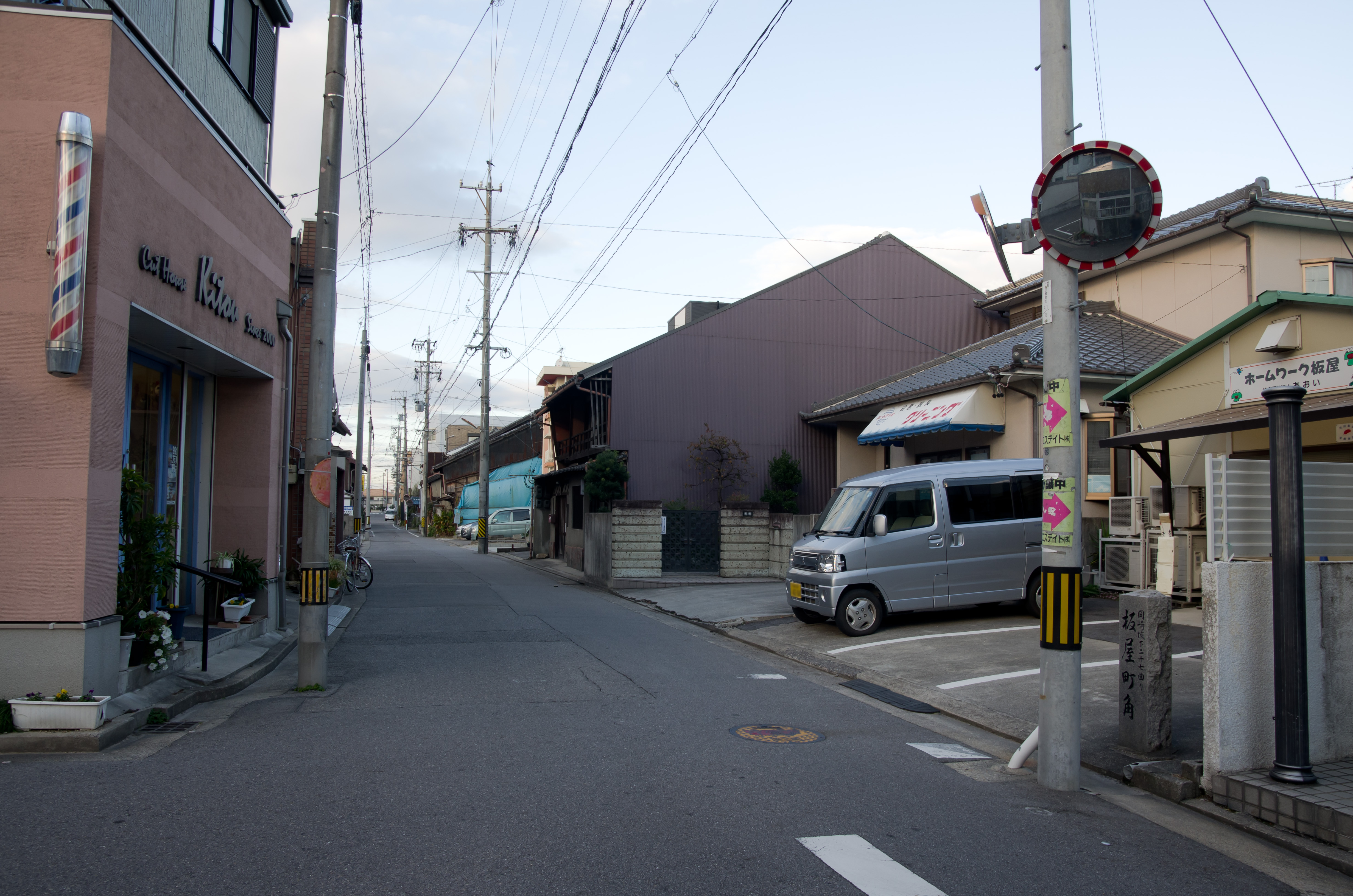
中間地点。板屋町角の道標がある。ここを西に進むと国道248号、松葉通り、八帖往還通りがある。

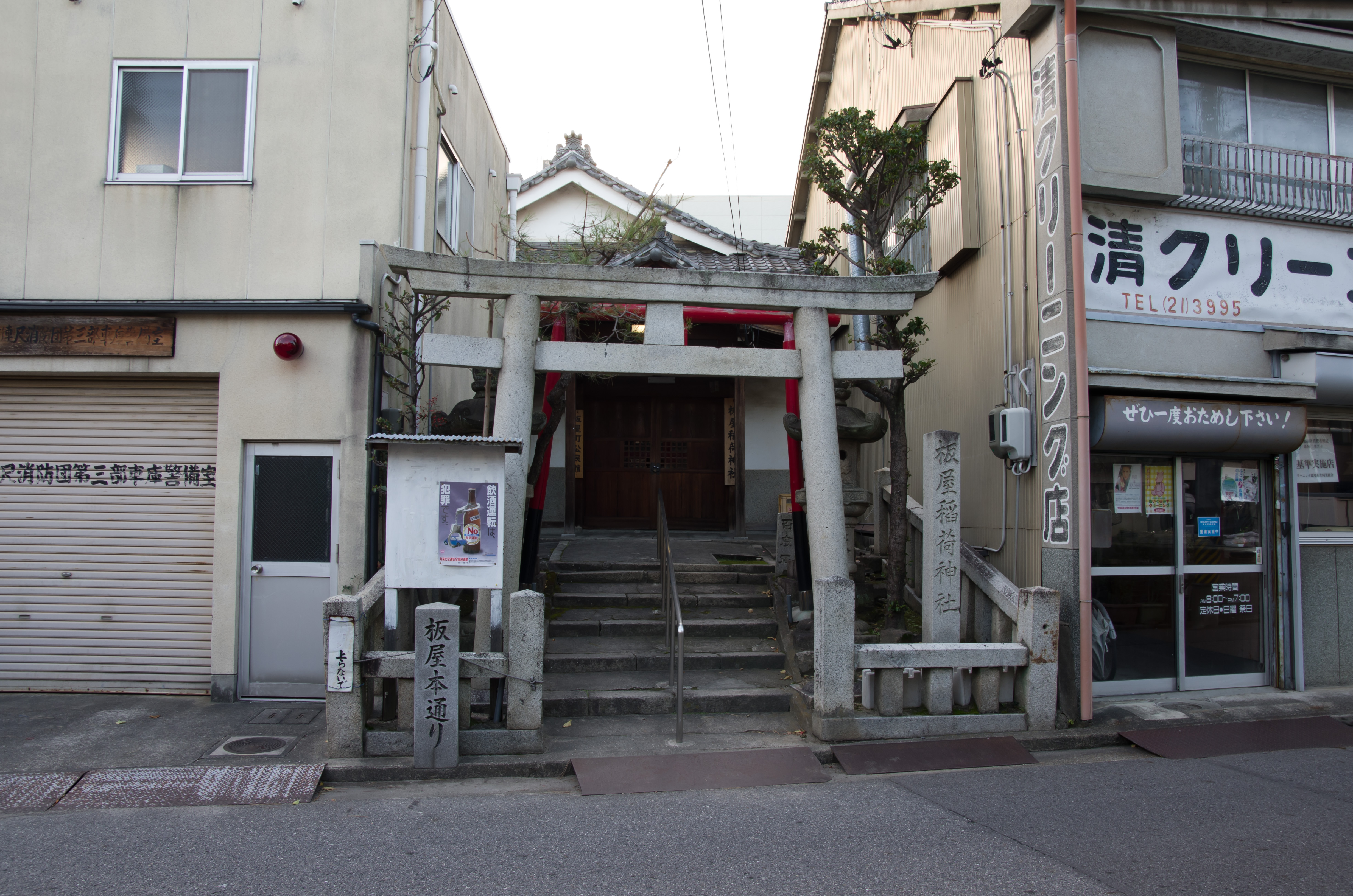
板屋稲荷神社と板屋通りの標識

板屋本通り（いたやほんどおり）とは、愛知県岡崎市板屋町を南北に通る道路の通称名である。岡崎城の西側に位置する。

## 概要
板屋町はかつて遊廓の街で、（近世、文化年間の茶屋女に始まる）芸妓・遊女が多くいたが、大正期に岡崎市中町へ遊里の機能が移転した。戦災を受けなかった板屋町には、現在でも古い妓楼が数軒残されていることを確認できる。
板屋本通りの北側には東海道の岡崎城下二十七曲りがあり、西に行けば松葉通り・八丁往還通り方面に接続する。
現在の板屋本通りは道幅が広い。自動車の交通は西側の国道248号（都市計画道路蒲郡岐阜線）に集中しており、交通量は少ない。

## 接続する路線
- 東海道（岡崎二十七曲り）

## 沿線・周辺
- 板屋稲荷神社